# روبرت إليس (لاعب كريكت)
روبرت إليس (16 سبتمبر 1853 في المملكة المتحدة - 23 سبتمبر 1937) (بالإنجليزية: Robert Ellis)‏ هو لاعب كريكت بريطاني وبريطاني (وحمل سابقاً جنسية المملكة المتحدة لبريطانيا العظمى وأيرلندا). لعب مع نادي مقاطعة ساسكس للكركيت ‏.